# Отаи, Мана
Коло-Ки-Лакепа Манакаэтау Филипе 'Отаи (англ. Kolo-Ki-Lakepa Manakaetau Filipe 'Otai), более известный как Мана Отаи (англ. Mana Otai, родился 21 сентября 1968 года) — тонганский регбист и регбийный тренер, выступавший на позиции фланкера и восьмого; в 2012—2015 годах — главный тренер национальной сборной Тонга по регби.

## Биография

### Игровая карьера
Окончил колледж Святого Петра в Окленде и Университет Мэсси, выступал за их регбийные команды. В эру любительского регби выступал за любительские команды Новой Зеландии «Киа Тоа» и «Марист Бразерс Олд Бойс»; в чемпионате провинций Новой Зеландии играл за команды регионов Манавату, Норт-Харбор и Окленд. В 1994 году был кандидатом в сборную Новой Зеландии, однако отклонил предложение «Олл Блэкс». За сборную Тонга дебютировал 11 февраля 1995 года матчем против Японии в Нагое, в том же году на чемпионате мира в ЮАР был капитаном сборной Тонга и в одной из встреч занёс попытку. 

### Тренерская карьера
В сентябре 2012 года Отаи, проработавший до этого тренером команды Окленда в чемпионате провинций Новой Зеландии, сменил на посту тренера сборной Тонга австралийца Тоутаи Кефу, исполнявшего обязанности тренера «Икале Тахи». Контракт Отаи был рассчитан до 3 сентября 2014 года с возможностью продления в случае, если сборная успешно будет выступать под его руководством.
Первый матч был проведён в ходе Европейского тура в конце 2012 года: тонганцы проиграли Италии 23:28. Однако затем его сборная выиграла у американцев со счётом 22:13, а затем впервые в своей истории победила Шотландию со счётом 21:15. Кубок тихоокеанских наций 2013 года завершился для сборной 3-м местом при 2 победах в 4 матчах (над Японией 27:17 и над США 18:9), а в последнем матче Кубка тихоокеанских наций тонганцы проиграли Фиджи 21:34, что положило начало безвыигрышной серии из шести встречи: в конце 2013 года в рамках тура по Европе в первой же личной встрече с Румынией тонганцы потерпели поражение, а также проиграли Уэльсу и Франции; на Кубке тихоокеанских наций 2014 года свели вничью 18:18 матч с Самоа и проиграли Фиджи, заняв последнее место. Только в матче против «Пасифик Барбарианс» тонганцы впервые за последнее время победили со счётом 36:14.
В августе 2014 года Тонганский регбийный союз объявил, что контракт не будет продлён, несмотря на намерения Отаи задействовать игроков в турне по Европе в ноябре и в подготовке к Кубку мира 2015 года, но после переговоров 24 сентября раздумал и дал Отаи шанс исправить ошибки прошлых лет. Команде предстояло сыграть осенью того года матчи против Грузии, США и Шотландии. Перед турне в штаб был приглашён на должность технического советника Джейк Уайт, тренировавший сборную ЮАР на победном для них чемпионате мира 2007 года.
В европейском турне Уайт и Отаи помогли команде победить Грузию 23:9, занеся серию победных попыток в последней четверти встречи и не дав грузинам занести ни одной попытки, а через неделю разнести США в Глостере 40:12 и не дать американцам занести попытки во второй половине встречи. В игре против Шотландии тонганцы проиграли 12:37, хотя к перерыву счёт был 12:14. Контракт был продлён до конца чемпионата мира 2015 года. На Кубке тихоокеанских наций 2015 года тонганцы заняли 3-е место, проиграв Фиджи 22:30, победив Канаду 28:18 и США 33:19, а в матче за 3-е место обыграв Японию 31:20. В серии контрольных матчей были обыграны клуб «Ноттингем» 69:14 и Румыния 21:16. На самом Кубке мира тонганцы выиграли всего одну встречу против Намибии 35:21, проиграв грузинам 10:17, новозеландцам 10:45 и аргентинцам 16:45 и заняв 4-е место, которое не пустило Тонга автоматически на следующий чемпионат мира. 17 декабря 2015 года президент Тонганского регбийного союза Фе’ао Вунипола объявил, что контракт с Отаи продлеваться не будет.